# Mukim di Rambai
Rambai è un mukim del Brunei situato nel Distretto di Tutong con 1.225 abitanti al censimento del 2011.

## Geografia antropica

### Suddivisioni amministrative
Il mukim è suddiviso in 16 villaggi (kapong in malese):
Rambai, Merimbun, Kuala Ungar, Benutan, Batang Piton, Sengkowang, Pelajau, Kerancing, Belaban, Mapol, Supon Besar, Supon Kecil, Takalit, Lalipo, Bedawan, Belabau.